# Старое Задубенье
Старое Задубенье (с 1971 в составе села Задубенье) — историческое село в Унечском районе Брянской области, на территории Ивайтёнского сельского поселения.

## География
Старое Задубенье расположено примерно в 20 километрах восточнее Унечи, между федеральной трассой А240 и железной дорогой Брянск—Гомель.

## История
Информации о точной дате основания села не имеется, но известно, что в первой половине XVII века оно уже существовало.
Старое 3адубенье было основано на небольшой реке Дубне. При польских властях Старое Задубенье принадлежало некоему шляхтичу Гребенскому, а с 1654 по 1688 годы оставалось свободным. После этого Старое Задубенье, как и вся унечская земля, некоторое время оставалось во владении украинских гетманов.
Когда в 1687 году Иван Мазепа стал гетманом Левобережной Украины, село по его велению было жаловано обозному полка Дмитрию Журману. Про последнего известно, что он был дважды женат. От первого брака имел сына Матвея, а от второго — дочь Елену. Дмитрий Журман и его сын умерли почти одновременно. Матвей оставил после себя двух сыновей — Василия и Михаила.
В 1710 году новый гетман Украины Иван Скоропадский утвердил Задубенье за вдовой обозного и его внуком Василием. Вдова обозного была в это время второй раз замужем. Она «мало по смерти обозного посидевши, за молодого кравчика (портного) в маложенстве посягнула, за простого человека». Этот кравчик, Герман Синяк, начал распоряжаться Задубеньем как полный хозяин, в результате внуки обозного Василий и Михаил пожаловались в генеральный суд, который в 1714 году «декретом» своим разделил имение обозного на четыре части: одна часть отдана была вдове обозного в пожизненное владение, другая — дочери его, которая вышла замуж за некоего Моцарского, две другие части имения достались братьям Василию и Михаилу Журманам. Однако, несмотря на универсал, еще долгое время велась тяжба о разделе села Старое Задубенье между прямыми и мнимыми родственниками.
Герман Синяк, завладев половиной Старого Задубенья, устроил хутор и заложил его сначала Григорию Скорупа, писарю Стародубского полка, затем еще раз Марку Бурому. Обманутый Скорупа затеял с Синяком тяжбу за заложенный ему хутор и получил от Скоропадского универсал (гетманскую грамоту, имевшую юридическую силу). Синяк обратился к князю А. Д. Меншикову, который в это время пытался завладеть Бакланской казачьей сотней. Заботясь о приобретении сторонников, Меньшиков со своей стороны выдал Синяку «охранный лист», который по ряду причин вскоре потерял своё значение. В 1723 году Василий Журман, поссорившись с Германом Синяком, выгнал его и завладел хутором.
Таким образом, Старое Задубенье стало владением Журманов, а затем перешло к Михаилу Гудовичу. По ревизии 1723 года в селе насчитывалось крестьян Василия Журмана — 21 двор, и бобыльских — 19 хат. В 1781 году здесь уже было казаков — 1 двор (1 хата), крестьян Ильи Журмана — 52 двора (53 хаты), а также бездворных 5 хат.

### Храм Дмитрия Солунского
В ceле Старое Задубенье до наших дней сохранился красивый архитектурный памятник конца XVIII века — Церковь Дмитрия Солунского. Церковь расположена на холме в центре села и доминирует в его застройке. Возведена в 1780 году. Названа в честь святого великомученика Димитрия Солунского. Кирпичная и оштукатуренная; северная и южная пристройки, судя по их формам, появились позже. Сравнительно небольшой крестообразный усадебный храм в стиле классицизма.

## Археология
На месте трассы нового нефтепровода в районе реки Дубна археологами обнаружено поселение железного века юхновской культуры.